# Vettor Giusti del Giardino

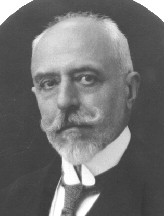
Graaf Giusti del Giardino

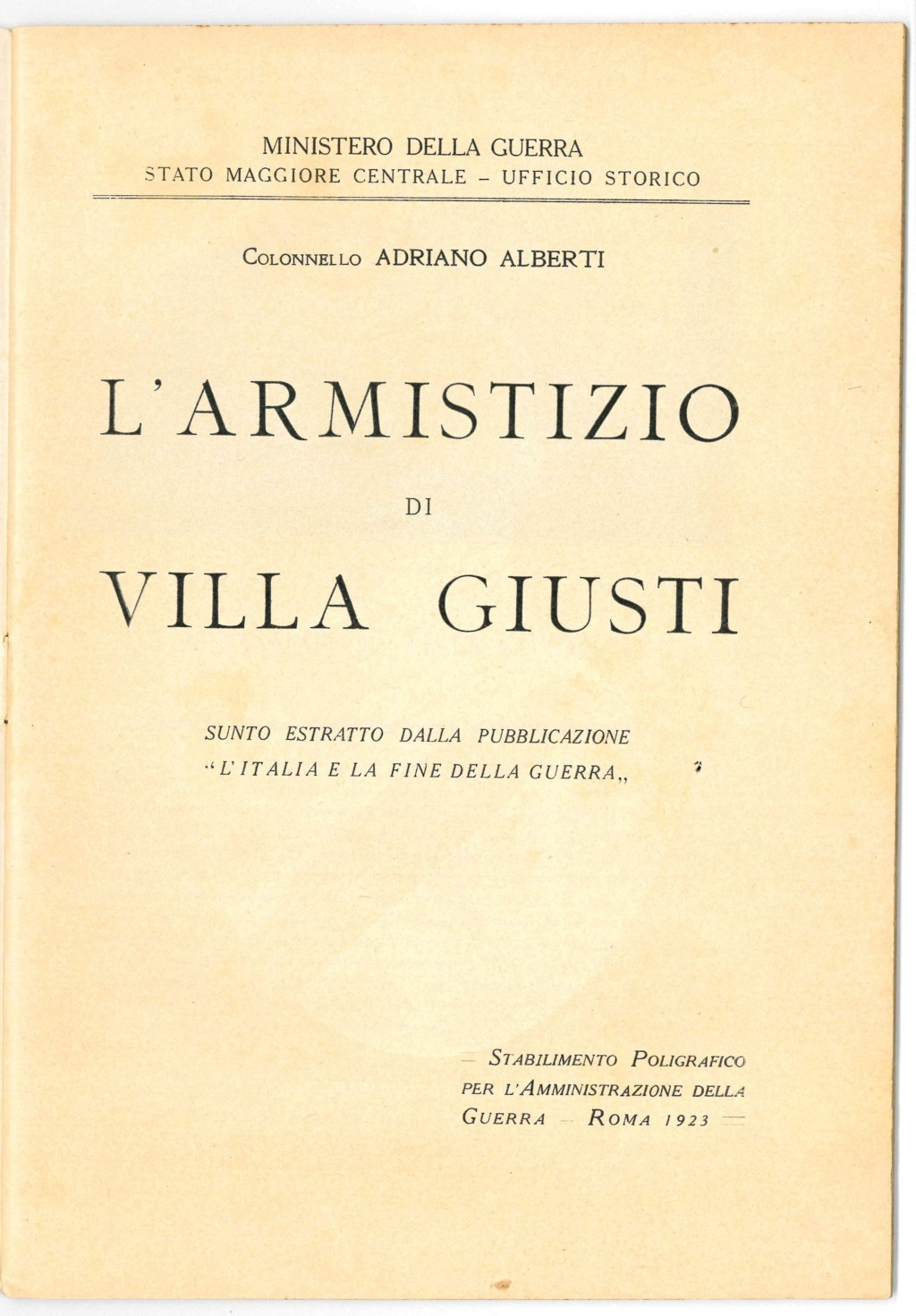
Wapenstilstand van Villa Giusti (1918)

Vettor Giusti del Giardino (Venetië, 29 december 1855 – Padua, 12 februari 1926), graaf van Gazzo, was een politicus en grootgrondbezitter in het koninkrijk Italië.

## Levensloop
Giusti del Giardino was afkomstig uit de stad Venetië, meer bepaald uit een oude adellijke familie van wie de glorietijd terugging tot de republiek Venetië. Hij was van opleiding geograaf. Vanaf 1882 ging hij in de gemeentepolitiek van Padua. Hij was burgemeester van Padua gedurende twee ambtsperiodes, 1890-1893 en 1897-1899. Vanaf 1905 ging hij in de provinciale politiek: hij werd zowel provincieraadslid als provinciaal gedeputeerde van Padua. In 1914 werd Giusti del Giardino benoemd tot senator voor het leven in Rome. In de senaat zetelde hij in een commissie die een juridisch onderzoek voerde naar de urbanistische plannen van Padua. 
Hij werd vereerd met het ereteken van commandeur in de Orde van Sint-Mauritius en Sint-Lazarus en van grootofficier in de Orde van de Kroon van Italië.
In de villa van Giusti del Giardino in Padua, de Villa Giusti, verbleef koning Victor Emanuel III van november 1917 tot januari 1918. Vanuit de villa leidde de koning de troepen aan het front in Noord-Italië tegen de Oostenrijkers.
De Villa Giusti was enkele maanden later, op 3 november 1918, de plek waar de Italiaanse autoriteiten een wapenstilstand tekenden met de Oostenrijks-Hongaarse dubbelmonarchie. Deze wapenstilstand is bekend als de Wapenstilstand van Villa Giusti. Graaf Giusti del Giardino was niet aanwezig bij de ondertekening. Hij stelde enkel een van zijn residenties ter beschikking voor de autoriteiten.